# ونگری
ونگری (به انگلیسی: Vengarai) یک روستا در هند است که در Orathanadu Taluk واقع شده‌است.

## خصوصیات
ونگری ۱٬۹۰۲ نفر جمعیت دارد.